# Samartín
Samartín (hiszp. San Martín) – miejscowość w Hiszpanii, parafia w Asturii, w gminie Samartín del Rei Aureliu.
Według danych INE z 2005 roku miejscowość zamieszkiwało 4814 osób. Największa spośród wsi wchodzących w skład parafii to Sotrondio.